# Alma Muriel
Alma Muriel (Cidade do México, 20 de outubro de 1951 - Quintana Roo, 5 de janeiro de 2014) foi uma atriz mexicana.

## Biografia
Começou a carreira aos dezesseis anos trabalhando como modelo para o Telesistema Mexicano , hoje Televisa. Estreou no cinema no final dos anos 1960, realizando filmes que chamaram a atenção na época - Confissões de um adolescente e Por que nasci mulher? -, e no qual ela demonstrou suas qualidades de atuação. Em seguida, trabalhou na televisão, com um papel excepcional como antagonista na novela El extraño retorno de Diana Salazar, estrelado por Lucía Méndez e Jorge Martinez, e no teatro, com a encenação de Falsa Chronicle de Juana la Loca.
Ela faleceu em um domingo, 5 de janeiro de 2014, de ataque cardíaco em sua casa localizada em Playa del Carmen, Quintana Roo.

## Filmografia

### Televisão
- Fuego en la sangre (2008) .... Soledad
- Destilando amor (2007).... Assistente social
- Amar sin límites (2006/07) .... Leonarda Galván
- La esposa virgen (2005) .... Mercedes
- Mariana de la noche (2003/04) .... Isabel Montenegro
- El noveno mandamiento (2001) .... Clara Durán de Villanueva
- Nunca te olvidaré (1999) .... Consuelo Del Valle Vda. de Uribe
- Desencuentro (1997/98) .... Valentina Quintana de Rivera
- La culpa (1996) .... Andrea Lagarde
- Azul (1996) .... Elena Curi
- Si Dios me quita la vida (1995) .... Eva Ugarte Vda. de Sánchez Amaro / Eva Ugarte de Hernández
- Atrapada (1991/92) .... Luisa
- Yo compro esa mujer (1990) .... Matilde Montes de Oca
- Las grandes aguas (1989) .... Lena de Rivas
- El extraño retorno de Diana Salazar (1988) ... Irene del Conde / Lucrecia Treviño
- Como duele callar (1987) .... Aurelia
- Los años felices (1984) .... Eva
- Principessa (1984) .... Fernanda (#2)
- Vivir enamorada (1982) .... Estela
- Al rojo vivo (1980) .... Liliana
- Añoranza (1979)
- Cumbres Borrascosas (1979) .... Cathy
- Yara (1979) .... Leticia
- Marcha nupcial (1977) .... Mary Lola
- Pobre Clara (1975) .... Susana
- Ven conmigo (1975) .... Bárbara
- Ha llegado una intrusa (1974) .... Nelly Carvajal
- La señora joven (1972) .... Luisa Padilla

### Cinema
- Zapatos viejos (1992) .... Miss Thorina
- Policía judicial federal (1985)
- Territorio sin ley (1984)
- Vengador de asesinos (1984)
- Teatro Follies (1983)
- Luna de sangre (1982)
- Mar brava (1982)
- Retrato de una mujer casada (1982) .... Irene
- Barcelona sur (1981)
- D.F./Distrito Federal (1981)
- Preso No. 9, El (1981)
- Que viva Tepito! (1980) .... Perla
- Semilla de muerte (1980)
- El tonto que hacía milagros (1980) .... Julia
- Burlesque (1980) .... Christian
- El secreto (1980)
- Amor libre (1978)....Julia
- Cuando tejen las arañas (1977)....Laura
- Lo mejor de Teresa (1976) .... Aurelia
- El valle de los miserables (1974) .... Marina Guzmán
- El Imponente (1972)
- Mecánica nacional (1970) .... Rosarito
- Bikinis y rock (1972)
- Las chicas malas del padre Méndez (1971)
- Más allá de la violencia (1971)
- Rosario (1971)
- Los corrompidos (1971)
- Misión cumplida (1970)
- Papa en onda (1970)
- Confesiones de una adolescente (1970)
- ¿Porque nací mujer? (1970) .... Luisa
- Lio de faldas (1969)

### Teatro
- Partición del mediodía (1994), de Paul Claudel.
- Sola en la obscuridad (1988), de Frederick Knott.
- Tartufo o el impostor (1982).
- Ocho mujeres (1974), de Robert Thomas.
- Vaselina (1973).
- El juego que todos jugamos (1970), de Alejandro Jodorowsky.
- 40 kilates (1970), de Jean Pierre Grady y Pierre Barillet.
- Falsa crónica de Juana la Loca de Miguel Sabido.
- Santisima de Sergio Magaña

## Prêmios e indicações
| Ano  | Prêmio            | Categoria                | Telenovela                          | Resultado |
| ---- | ----------------- | ------------------------ | ----------------------------------- | --------- |
| 2000 | Prêmio TVyNovelas | Melhor atriz antagonista | Nunca te olvidaré                   | Indicado  |
| 1991 | Prêmio TVyNovelas | Melhor atriz antagonista | Yo compro esa mujer                 | Indicado  |
| 1989 | Prêmio TVyNovelas | Melhor atriz antagonista | El extraño retorno de Diana Salazar | Indicado  |